# Sost (Pakistan)
 (février 2025).
Si vous disposez d'ouvrages ou d'articles de référence ou si vous connaissez des sites web de qualité traitant du thème abordé ici, merci de compléter l'article en donnant les références utiles à sa vérifiabilité et en les liant à la section « Notes et références ».
Sost ou Sust est un village situé dans le Gojal, dans la région Gilgit-Baltistan au Pakistan. Située à une altitude de 2 800 mètres au-dessus du niveau de la mer, Sost est la dernière ville pakistanaise sur la route du Karakoram avant la frontière chinoise.
La ville joue un rôle important dans le transport de passagers et de marchandises car elle sert de porte d'entrée pour le trafic traversant la frontière entre le Pakistan et la Chine. 
Les services d'immigration et des douanes pakistanais sont d'ailleurs basés à Sost, en faisant un point central pour le dédouanement des frontières et les procédures administratives.
Depuis les années 2010, le Pakistan et la Chine ont ouvert la frontière à Khunjerab au commerce et au tourisme.
Les principales langues parlées y sont le wakhi et le bourouchaski.

## Autoroute du Karakoram
Le port sec de Sost est relié par la route du Karakoram à Gulmit, Aliabad, Gilgit et Chilas au sud et aux villes chinoises de Tashkurgan, Upal et Kashgar au nord. 
La Northern Areas Transport Corporation propose un service routier de transport de passagers entre Islamabad, Gilgit et Sost. Un service routier de transport de passagers existe également entre Tashkurgan et Sost. 
Le service routier entre Kashgar et Gilgit (via Tashkurgan et Sost) commença à l'été 2006. Cependant, le poste frontière entre la Chine et le Pakistan au col de Khunjerab (la plus haute frontière du monde) n'est ouvert qu'entre le 1er avril et le 30 novembre, hors de la saison des glaces.
|                    |
| Route du Karakoram |

|  |
|  |

|  |
|  |

|          |
| Port sec |

|          |
| Port sec |